# Abgeordnetenrat
Der Abgeordnetenrat (arabisch مجلس النواب Madschlis an-Nuwwab, DMG Maǧlis an-Nūwāb ‚Abgeordnetenversammlung‘) ist die erste Kammer des Parlamentes Libyens. Mit der Parlamentswahl am 25. Juni 2014 ersetzte er den seit 2012 herrschenden Allgemeinen Nationalkongress.
Der derzeitige Parlamentspräsident ist Aguila Saleh Issa, der zugleich Staatsoberhaupt ist. Seine Stellvertreter sind Imhemed Schaib und Ahmed Huma. Der militärischer Befehlshaber der zugehörigen Libysch-nationalen Armee ist Chalifa Haftar.
30 der insgesamt 200 Sitze sind für Frauen reserviert. Gewählt wird der Abgeordnetenrat durch ein Grabenwahlsystem. 40 Abgeordnete werden durch Mehrheitswahl, allerdings durch Mehrheitswahl im Sinne der Repräsentantenwahl in Wahlkreisen mit jeweils einem Vertreter gewählt. 80 Abgeordnete werden durch einfache nicht-übertragbare Stimmen in 29 Wahlkreisen mit mehreren Vertretern gewählt. Die restlichen 80 Abgeordneten werden durch Verhältniswahl gewählt.
Nachdem die Gegenregierung mit ihrem Militärbündnis Fadschr Libia im Zuge des Bürgerkriegs ab 2014 Tripolis eroberte, hat das Parlament seinen Sitz nicht mehr in der Hauptstadt, sondern in Tobruk. Während der Friedensplan für Libyen von 2015 vorsieht, dass die legislative Gewalt ihren dauerhaften Sitz in Tripolis
hat, gibt es im Abgeordnetenrat Überlegungen, dauerhaft in Tobruk zu bleiben.